# Rhysida manchurica
Rhysida manchurica är en mångfotingart som beskrevs av Manabu Miyoshi 1939. Rhysida manchurica ingår i släktet Rhysida och familjen Scolopendridae. Inga underarter finns listade i Catalogue of Life.